# Pio Vennettilli
Pio Vennettilli (Casalvieri, 29 ottobre 1927 – Torino, 6 luglio 1976) è stato un canoista italiano.

## Biografia
Nato nel 1927 a Casalvieri, in provincia di Frosinone, a 24 anni partecipò ai Giochi olimpici di Helsinki 1952, nel K2 1000 m, insieme a Eligio Valentino, uscendo in batteria, sesto con il tempo di 4'03"8, dietro alle coppie svedesi (poi argento), finlandesi (poi oro), danesi, sovietiche e cecoslovacca (andavano in finale le prime tre).
Morì nel 1976, a soli 48 anni.